# 矢柄神社
矢柄神社（やがらじんじゃ）は、静岡県掛川市（旧大東町）に鎮座する神社。

## 概要

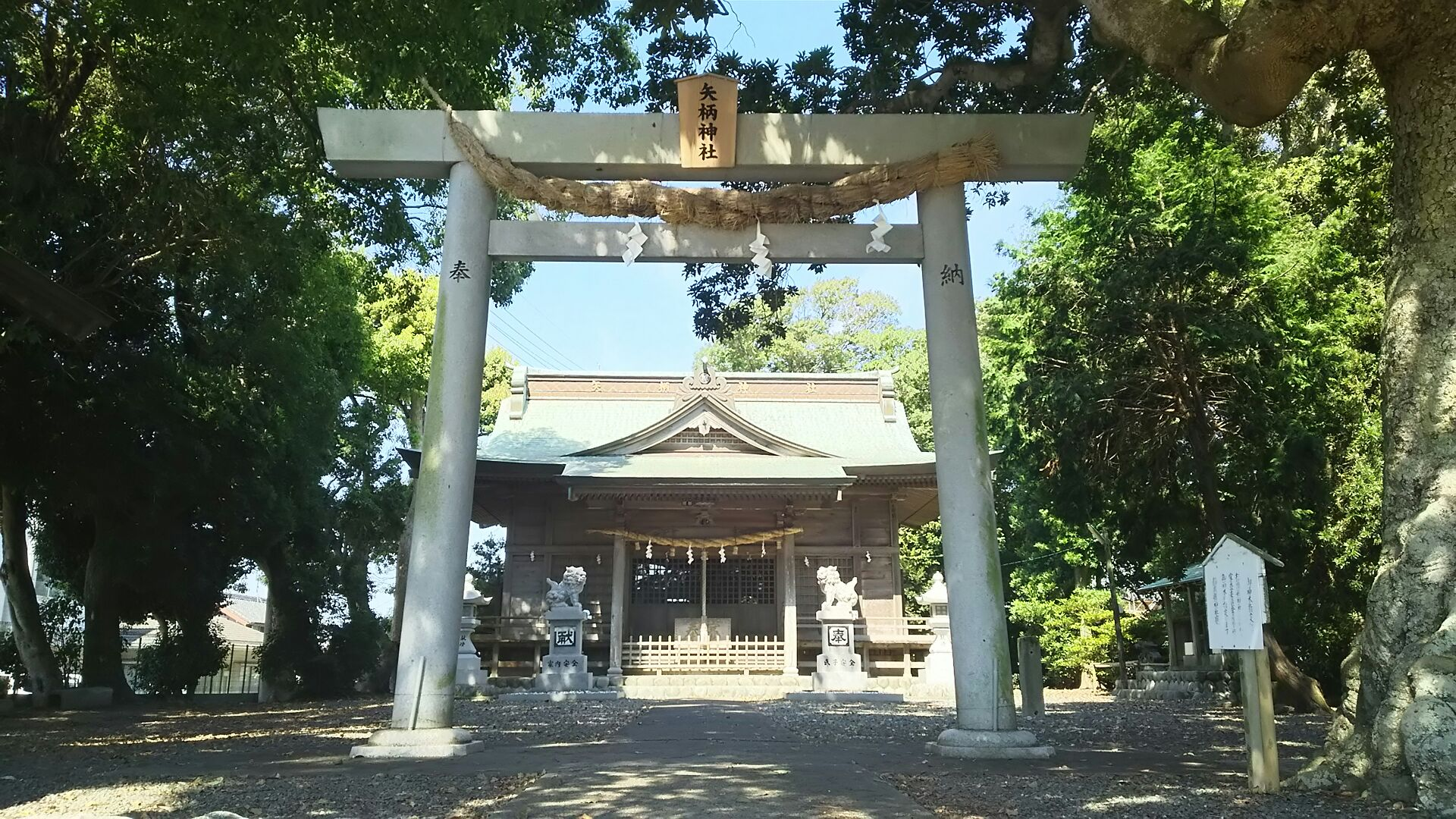
鳥居と拝殿

勧請年月は不詳だが、建久4年丑年（1193年）に社殿を再造営したとの棟札がある。
古来より、村落共同体の氏神として崇敬され、明治6年には郷社に列せられた。
大正5年に社殿を再建。昭和60年2月、氏子崇敬者の寄進により、社殿造営と共に境内整備事業が行われた。

## 摂末社
摂末社・境内関係社は次の通り。
境内社
- 津島神社
- 天白社
- 日枝神社
- 山住社
- 稲荷社